# Lauritz Melchior

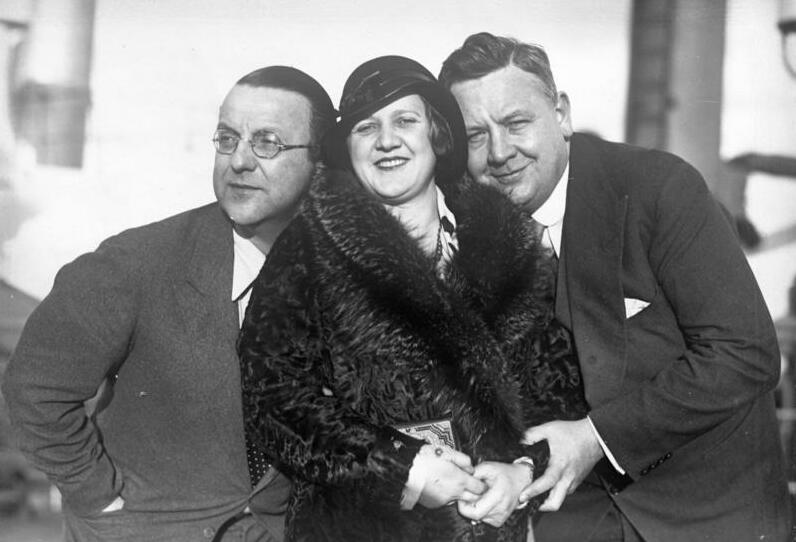
Lauritz Melchior (rechts) mit Elisabeth Rethberg und Michael Bohnen 1932 auf dem Weg nach New York

Lauritz Lebrecht Hommel Melchior (* 20. März 1890 in Kopenhagen; † 19. März 1973 in Santa Monica, Kalifornien) war ein dänischer Opernsänger (Heldentenor). Er gilt neben Max Lorenz als der größte Wagner-Tenor der ersten Hälfte des 20. Jahrhunderts.

## Leben
Melchior debütierte nach Studium an der Königlichen Opernschule in Kopenhagen 1913 zunächst in der Bariton-Rolle des Silvio in Ruggero Leoncavallos Oper Pagliacci und nahm anschließend Gesangsunterricht bei Vilhelm Herold, einem dänischen Wagner-Tenor, der ihn zum Tenor umschulte. Die Empfehlung zum Fachwechsel kam von der Altistin und Mezzosopranistin Mme. Charles Cahier. 1918 sang er als Tannhäuser erstmals eine der großen Wagner-Partien, obwohl er bei Bedarf auch weiterhin Bariton-Rollen übernahm. Erst 1921 entschied er sich für eine reine Tenor-Karriere und verließ Dänemark. In München ließ sich Melchior von der Wagner-Interpretin Anna Bahr-Mildenburg fortbilden.
Lauritz Melchiors einzigartige Karriere als Wagner-Interpret begann am 14. Mai 1924 in Covent Garden in London in der Rolle des Siegmund in der Walküre. Noch im selben Jahr trat er erstmals bei den Bayreuther Festspielen auf, ein Jahr später debütierte er an der Wiener Staatsoper. Am 17. Februar 1926 begann mit einem triumphalen Tannhäuser Melchiors Karriere an der Met in New York, der er bis zum 2. Februar 1950 die Treue hielt. Besonders freundschaftlich verbunden blieb er Siegfried Wagner, dem Sohn von Richard Wagner, für den er von 1924 bis zu dessen Tod 1930 (und darüber hinaus auch noch bei den Bayreuther Festspielen 1931) alle großen Tenorpartien (außer dem Lohengrin) sang. Lauritz Melchior prägte die Wagneropern mit seiner kraftvollen und klaren, dabei immer baritonal gefärbten Stimme.
Mit Kirsten Flagstad bildete er das unangefochten beste Tristan und Isolde-Paar der 1930er Jahre: bei allen 48 Vorstellungen dieser Oper an der New Yorker Met zwischen 1935 und 1941 sangen die beiden die Titelrollen.
Bis heute ist unklar, warum Melchior seine Bühnenkarriere im Februar 1950 abrupt beendete. Berichte, seine Stimme habe deutlich an Strahlkraft verloren, gehen offenbar auf eine gezielte Desinformation des damaligen Met-Intendanten Rudolf Bing zurück. Die vorletzte Lohengrin-Aufführung ist auf Tonträger festgehalten – die Stimme des 59-jährigen Tenors klingt dort frisch und strahlend. Melchior selbst schreibt dazu in seinen Erinnerungen:

„Nach einer Lohengrin-Vorstellung sagte ich ganz einfach: Jetzt fährt der Schwan den ganzen Weg nach Hause.“

Melchior liegt auf dem Assistens-Friedhof im Kopenhagener Stadtteil Nørrebro begraben.

## Ehrungen
- Er wurde am 23. September 1936 von König Christian X. von Dänemark mit der dänischen Verdienstmedaille Ingenio et arti ausgezeichnet.[2]
- 1960: Großes Verdienstkreuz der Bundesrepublik Deutschland